# Fabio Lione
Fabio Tordiglione (Pisa, Italia; 9 de octubre de 1973), más conocido como Fabio Lione, es un cantante italiano considerado como uno de los mejores cantantes del power metal. Su trabajo más reconocido fue como vocalista de la banda italiana Rhapsody of Fire y ha participado en proyectos tales como Labyrinth, Vision Divine y Athena. Lione empezó haciendo canciones para eurobeat en el 2000, pero prefirió dedicarse sólo a Rhapsody hasta el 2016. Actualmente es el vocalista de Angra y de Turilli/Lione Rhapsody.

## Biografía
Desde pequeño le interesó la naturaleza y los animales. Usualmente pintaba animales y jugaba videojuegos. A temprana edad no estaba involucrado en la música. A los 14 años en 1987 compró su primer CD de hard rock, The Final Countdown. Cuando estaba estudiando en Pisa, Fabio se dio cuenta de que tenía cualidades vocales, después de que sus compañeros quedaran impresionados al oírlo. Empezó a tomar clases de canto.

## Carrera musical
La carrera de Fabio empezó en 1990 a los 17 años cuando empezó a cantar en una pequeña banda de rock and roll que tocaba clásicos de los '50 y '60 similar a las canciones de Elvis Presley. Entre sus bandas favoritas estaban Queensryche, Fates Warning y Crimson Glory, que lo inspiraron a formar una banda de metal.
Sus actividades musicales continuaron con un pequeño grupo de Pisa, Athena. Era una banda de metal progresivo, con influencias de power metal. Fabio grabó una demo con Athena y fue su primera experiencia en una banda de metal. Fabio hizo 20 shows con esta banda pero dos años más tarde se fue en 1994. Athena lanzó su primer álbum en 1995 ("Inside the anmoon").
Su primer nombre artístico fue Joe Terry que era la combinación de sus héroes favoritos de los videojuegos japoneses (Joe Higashi y Terry Bogard, ambos personajes de la saga de videojuegos de lucha Fatal Fury). Su primer instrumento musical fue un micrófono Shure SM58.

### Labyrinth
Fabio conoció la banda Labyrinth, cuando esta se llamaba "Visión", pero más tarde Fabio le cambió el nombre a "Labyrinth". En 1993 la banda empezó a trabajar en una demo llamada Midnight Resistance, que fue lanzado antes del álbum No Limits, Fabio grabó después un EP con Labyrith.
Fabio creó el álbum No Limits junto con Olaf, el exguitarrista de Labyrinth. Las letras de Fabio estaban especialmente basadas en su vida personal y sus emociones. Todas las letras del álbum estaban conectadas, Fabio hizo esto como un experimento. El estilo de Labyrinth era diferente al de otras bandas porque mezclaba diferentes estilos incluyendo thrash metal, progressive rock y electric pop music. Fabio fue el cantante de Labyrinth por cinco años. Fabio dejó la banda, ya que los otros miembros no querían ser muy populares.

### Athena
Athena llamó a Fabio así podían empezar a trabajar en su segundo álbum A New Religion que fue lanzado en 1998. Fabio escribió las letras de 10 canciones, las letras tenían palabras religiosas y filosóficas y tenían un significado profundo. Athena participó en Axel Rudi Pell Tour 1998 con Dreamscape, otra banda de metal progresivo de Alemania, en diciembre. Poco después del tour la banda decidió separarse.

### Vision Divine
Fabio volvió a colaborar con Olaf Thorsen en Vision Divine, Grabaron su primer álbum "Vision divine" en Dave Rodgers Studio (Romanore), donde Fabio escribió la letra de una canción. Su estilo fue influenciado por el Hard Rock de los 80'. El tema de sus letras incluía visiones divinas, religión, e imágenes de ángeles y Dios. Fabio fue cantante invitado en "Ayreon" Arjen Anthony Lucassen Project, y grabó la canción "Through a wormhole" del álbum "Flight of The Migrator

### Eurobeat
La primera canción para eurobeat de Fabio fue Eye of the Tiger fue lanzada en Japón. Su nombre para el proyecto eurobeat fue "J. Storm", derivado de Joey Tempest. Él publicó 11 canciones para eurobeat hasta 2003.
- Eurobeat Disney 003 - J. Storm - Ave Maria
- Euromach 013 - J. Storm - Rock The Universe
- Euromach 015 - J. Storm - We Are The Children Of Rock
- Super Eurobeat 101 - J. Storm - Eye Of The Tiger
- Super Eurobeat 105 - J. Storm - M.U.S.I.C.
- Super Eurobeat 106 - J. Storm - I Wanna Be Your Rainbow
- Super Eurobeat 109 - J. Storm - Born To Make Music
- Super Eurobeat 115 - J. Storm - The Power Of The Dance
- Super Eurobeat 122 - J. Storm - Dancing In My Dreams
- Super Eurobeat 135 - J. Storm - Demolition
- Super Eurobeat 144 - J. Storm - Gettin' You Gettin' Me
- Super Eurobeat 153 - J. Storm - Shout
- Super Eurobeat 157 - J. Storm - Vision Of Paradise
- Super Eurobeat 226 - J. Storm - Dance Into The Fire

Fabio terminó su carrera eurobeat y planea dedicarse solamente a Rhapsody.

### Angra
En 2013, Lione se convierte en el tercer vocalista de la banda brasileña Angra, con quienes ha grabado los álbumes Secret Garden (2014), Ømni (2018) y Cycles or Pain (2023).

### Salida de Rhapsody of Fire
El 29 de septiembre de 2016, a través de un comunicado en su página de Facebook así como en la web oficial de Rhapsody of Fire, anuncia su salida de la banda, tras más 20 años siendo el frontman de ésta:
“Queridos fans, promotores y compañeros. He anticipado esto durante los últimos meses a los miembros de la banda y ahora, tristemente, debo anunciar que he decidido separarme de Rhapsody Of Fire. No tengo palabras para describir lo que esta banda ha representado para mí, y estoy orgulloso de haber formado parte de un capítulo tan grande la biblia del power metal. Ahora es el momento de escribir un nuevo capítulo en mi vida, como músico y como hombre. Deseo a Rhapsody of Fire lo mejor; que su magia continúe más fuerte que nunca. Gracias a Alex y Holzy por estos 20 años. Gracias, Roberto, por tu amistad y Alessandro por tu actitud sincera y honesta”.
Fabio Lione

Para entonces, Fabio ya había emprendido un nuevo proyecto llamado Eternal Idol junto a Nick Savio (ex-Hollow Haze), Giorgia Colleluori, Camillo Colleluori (Hollow Haze) y Andrea Buratto (Secret Spehere). Su primer disco, titulado ‘The Unrevealed Secret’, estará a la venta el 2 de diciembre vía Frontiers Music Srl. Aunque se desconoce si éste proyecto será definitivo o se tratará solo de otra colaboración del artista.

### Reunion de Rhapsody
El 21 de noviembre de 2016, los exmiembros Luca Turilli, Fabio Lione, Alex Holzwarth, Patrice Guers y Dominique Leurquin anunciaron que llevarían a cabo, de forma paralela a su agrupación musical actual, una gira de despedida de Rhapsody con el nombre de 20th Anniversary Farewell Tour. La gira homenajearía los 20 años desde la publicación del primer álbum de Rhapsody, Legendary Tales e incluiría el álbum Symphony of Enchanted Lands en su integridad.

### Turilli/Lione Rhapsody
En diciembre de 2018, después de la gira reunion de Rhapsody "20 Anniversary Farewell", Luca Turilli y Fabio Lione deciden volver a unirse para crear una nueva banda llamada Turilli/Lione Rhapsody, mezclando el metal sinfónico enriquecido por elementos modernos de las producciones actuales. Los miembros integrantes principales serán: Luca Turilli (Guitarra), Fabio Lione (Voz), Alex Holzwarth (Batería), Patrice Guers (Bajo) y Dominique Leurquin (Guitarra). La banda ha lanzado una campaña de micromecenazgo en forma de preventa de su primer CD por medio de la plataforma indiegogo, el cual se espera que para finales de junio de 2019 ya este disponible.

## Discografía

### Labyrinth
- 1996 – No Limits

### Rhapsody of Fire
- 1997 – Legendary Tales
- 1998 – Symphony of Enchanted Lands
- 2000 – Dawn of Victory
- 2001 – Rain of a Thousand Flames
- 2002 – Power of the Dragonflame
- 2004 – Symphony of Enchanted Lands II: The Dark Secret
- 2006 – Live in Canada: The Dark Secret
- 2006 – Triumph or Agony
- 2010 – The Frozen Tears of Angels
- 2010 – The Cold Embrace of Fear - A Dark Romantic Symphony
- 2011 – From Chaos to Eternity
- 2013 – Live From Chaos to Eternity
- 2013 – Dark Wings of Steel
- 2016 – Into the Legend

### Athena
- 1998 – A New Religion?

### Vision Divine
- 1999 – Vision Divine
- 2002 – Send me an Angel
- 2009 – 9 Degrees West of the Moon
- 2012 – Destination Set To Nowhere

### Hollow Haze
- 2013 – Countdown to Revenge

### Angra
- 2013 – Angels Cry: 20th Anniversary Tour (DVD)
- 2015 – Secret Garden
- 2018 - Ømni
- 2023 - Cycles Of Pain

### Eternal Idol
- 2016 – The Unrevealed Secret

### Lione/Conti
- 2018 – Lione/Conti

### Turilli/Lione Rhapsody
- 2019 - Rebirth And Evolution

### Colaboraciones
- Ayreon - The Universal Migrator Part II: Flight of the Migrator - Voz - track 6 (2000)
- Athena - Twilight of Days - Voz - track 10 (2001)
- Beto Vazquez Infinity - Battle of Valmourt (EP) - Voz - track 1 (2001)
- Beto Vazquez Infinity - Beto Vazquez Infinity - Voz - track 3 (2001)
- Beto Vazquez Infinity - Wizard (EP) - Voz - track 6 (Russian version) (2002)
- Ayreon - Universal Migrator Part I & II (Compilation) - Voz (2004)
- Saintsinner - New Places (EP) - Voz - track 3 (2008)
- SpellBlast - Battlecry - Voz - tracks 3, 8 (2010)
- Sebastien - Tears of White Roses - Voz  - tracks 3, 8 (2010)
- 4th Dimension - The White Path to Rebirth - Voz  - track 6 (2011)
- 4th Dimension - Kingdom of Thyne Illusions (EP)	- Voz  - track 4 (2011)
- Infinita Symphonia - A Mind's Chronicle - Voz  - track 6 (2011)
- Infinity Overture - The Infinite Overture Pt. 1 - Voz  - track 1 (2011)
- No Gravity - Worlds in Collision - Voz - track 4 (2011)
- Opening Scenery - Mystic Alchemy - Voz - tracks 7, 8 (2011)
- Vexillum - The Wandering Notes - Voz (2011)
- Teodasia - Upwards - Voz - track 4 (2012)
- Thy Majestie - ShiHuangDi - Voz - track 10 (2012)
- Husar - Héroe (EP) - Voz - track 2 (2013)
- Altair - Lost Eden - Voz - track 2 - (2013)
- Kaledon - Altor: The King's Blacksmith - Voz - track 9 (2013)
- Wisdom - Marching for Liberty - Voz - track 12 (2013)
- Etherna - Forgotten Beholder - Voz (2014)
- Ancient Bards - A New Dawn Ending - Voz - track 6 (2014)
- Astral Domine - Arcanum Gloriae	- Voz - track 6 (2014)
- Flashback of Anger - T.S.R.	- Voz - track 6 (2014)
- Ibridoma - Goodbye Nation - Voz - track 2 (2014)
- Imperial Age - Vanaheim (Single) - Voz (2014)
- Imperial Age - Warrior Race (EP) - Voz (tracks 1, 2, 6, 7) (2014)
- Prey for Nothing - The Reasoning - Voz (2014)
- Schema Zeta - Viola - Voz - track 2 (2014)
- Timo Tolkki's Avalon - Angels of the Apocalypse - Voz - tracks 1, 2, 5 (2014)
- Edenwar - Edenwar - Voz (2015)
- Twilight Force - Heroes of Mighty Magic - Voz - track 5 (2016)
- Wings of Destiny - Kings of Terror - Voz - track 12 (2016)
- Terra Prima - Second - Voz (2016)
- Darkest Sins - The Broken - Voz - track 8 (2016)
- Derdian - Revolution Era - Voz - track 7 (2016)
- Divine Wings - Veritas (EP) - Voz - track 6 (2016)
- Enemy of Reality - Arakhne - Voz - track 2 (2016)
- Evan - Blue Lightning - Voz - tracks 7, 8 (2016)
- Imperial Age - Warrior Race (EP) - Voz - tracks 1, 3, 6, 7 (2016)
- Sages Recital - The Winter Symphony	- Voz - track 6 (2016)
- Flor de Loto - Árbol de la vida - Voz - track 11 (2016)
- Aldaria - Land of Light - Voz - track 11 (2017)
- Alogia - Visantia (Single) - Voz (2017)
- Exos - Time for a Change - Voz (2017)
- Tommy Vitaly - Indivisible - Voz - track 9 (2017)
- Vendaval - Por el tiempo - Voz en español (2017)
- Ancestral - Master of Fate - Voz - track 6 (2017)
- Ancestral Dawn - Souldance - Voz "Warlock Sairi Tupaj" (2017)
- Soulspell - Dungeons and Dragons (Single) - Voz (en "The Dungeon Master") (2017)
- Soulspell - The Second Big Bang	- Voz "The Dungeon Master" (2017)
- Soulspell - Super Black Hole (Single) - Voz (en "Dungeon Master") (2017)
- Sailing to Nowhere - Lost in Time - Voz - track 4 (2017)
- Giotopia - A Fantasy Tale on Music - Part I	- Voz (2018)
- Entering Polaris - Godseed - Voz - track 8, 9 (2018)
- Barbie,MILF princess of the Twilight - Nanowar Of Steel - Voz (2018)
- What Was Dreamt And Lived - Opera Magna - Voz (2022)
- Moonlight Liar (Single)- Moonlight Liar - Voz y Melodía vocal   (2023)